# Nivedita Prasad

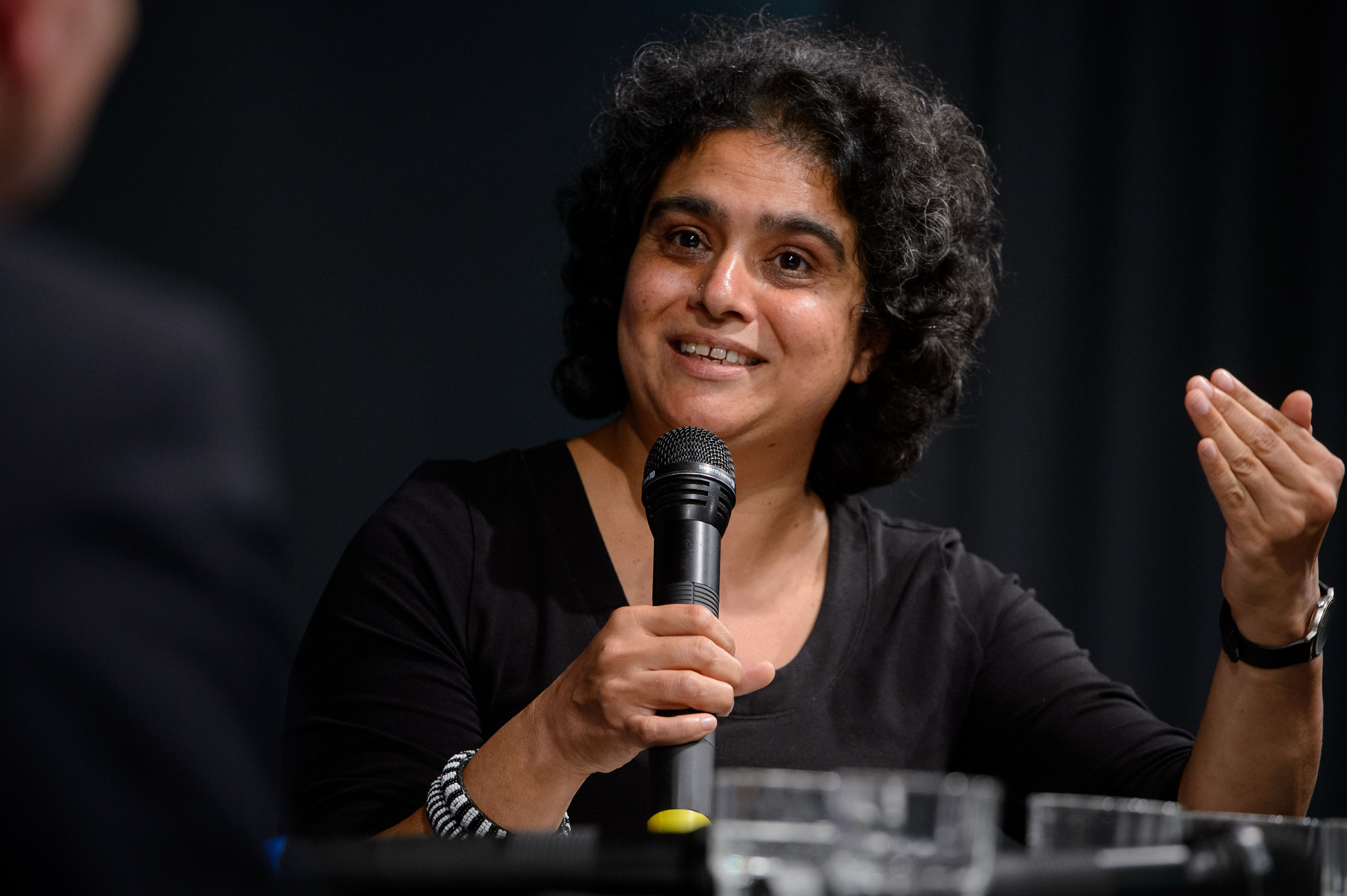
Nivedita Prasad (2014)

Nivedita Prasad (* 1967 in Madras, Indien) ist Sozialpädagogin und Professorin an der Alice Salomon Hochschule Berlin, wo sie u. a. den Studiengang "Soziale Arbeit als Menschenrechtsprofession" leitet.

## Leben und Wirken
Nivedita Prasad studierte ab 1987 an der Freien Universität Berlin Sozialpädagogik und promovierte an der Carl von Ossietzky Universität Oldenburg zum Thema „Gewalt gegen Migrantinnen und die Gefahr ihrer Instrumentalisierung im Kontext von Migrationsbeschränkung“. 1993 schloss sie ihr Studium mit einer Arbeit über „Feministische Sozialarbeit mit Immigrantinnen“ ab. Prasad leitete Hochschulseminare in Deutschland, Österreich und den Niederlanden zu den Themenkomplexen "Antidiskriminierung, geschlechtsspezifische Gewalt und menschenrechtsbasierte Soziale Arbeit". 
Anfang der 1990er Jahre war sie maßgeblich daran beteiligt, Spaces für rassifizierte Frauen (Räume für Perspektiven Schwarzer/migrierter/jüdischer Frauen) in Deutschland zu etablieren. Sie hat 1991 den ersten und zweiten bundesweiten Kongress „Zweiten bundesweiten Kongress von und für Imigrantinnen, Schwarze deutsche, jüdische und um Exil lebende Frauen“ in Berlin mit organisiert, mit durchgeführt und mit May Ayim dokumentiert. 2013 initiierte sie die Konferenz FEMOCO, eine Konferenz zu Feminismen of Color in Deutschland von und für Frauen, trans und inter, die sich als Schwarze, of Color, als jüdisch, muslimisch, im Exil lebend, als Sinti und Roma oder als Migrant verstehen.
Von 1997 bis 2013 war sie Projektkoordinatorin bei Ban Ying, einer Beratungs- und Koordinationsstelle gegen Menschenhandel. Von 1993 bis 1996 arbeitete sie im autonomen Mädchenhaus Berlin. Seit 2010 leitet sie den Masterstudiengang „Soziale Arbeit als Menschenrechtsprofession“. Seit April 2013 ist sie Professorin an der Alice Salomon Hochschule Berlin.
2012 erhielt sie den ersten Anne-Klein-Preis der Heinrich-Böll-Stiftung für ihr Engagement gegen Menschenrechtsverletzungen an Migrantinnen.
Mitte Juni 2024 forderte Prasad mit mehreren tausend weiteren Professoren, Professorinnen, Dozenten und Dozentinnen den Rücktritt der Bildungs- und Forschungsministerin Bettina Stark-Watzinger aufgrund ihrer Erwägungen zur Sanktionierung von Hochschulangehörigen.

## Schriften (Auswahl)
- (Hrsg. mit Caroline Robinson): Reframing Narratives. Anti-trafficking from the ground up. Alice Salomon Hochschule Berlin 2025. PDF
- Mit Recht gegen Gewalt. Die UN-Menschenrechte und ihre Bedeutung für die Soziale Arbeit. Ein Handbuch für die Praxis. Opladen, [u. a.] Budrich 2011. ISBN 978-3-86649-378-0
- (Hrsg. mit Iman Attia und Swantje Köbsell.): Dominanzkultur reloaded. Neue Texte zu gesellschaftlichen Machtverhältnissen und ihren Wechselwirkungen. transcript Verlag, Bielefeld 2015. ISBN 978-3-8376-3061-9.
- Positionspapier: Soziale Arbeit mit Geflüchteten. PDF
- (Hrsg.): Soziale Arbeit mit Geflüchteten. Rassismuskritisch, Professionell, Menschenrechtsorientiert.  UTB, Leverkusen 2017. ISBN 978-3-8252-4851-2
- (Hrsg. mit Andrea Foitzik und Katrin Muckenfuss): 2020: Recht vor Gnade – Bedeutung von Menschenrechtsurteilen für die diskriminierungskritische (Soziale) Arbeit. PDF
- (Hrsg. mit bff: Bundesverband Frauenberatungsstellen und Frauennotrufe): 2021: Geschlechtsspezifische Gewalt in Zeiten der Digitalisierung. Formen und Interventionsstrategien. PDF
- (Hrsg. mit Ika Hügel-Marshall und Dagmar Schultz): 2021: May Ayim Radikale Dichterin, Sanfte Rebellin, ISBN 978-3-89771-094-8.
- (Hrsg.): Methoden Struktureller Veränderung in der Sozialen Arbeit.  UTB, Leverkusen 2023. ISBN 978-3-8252-6046-0
- Digitale Gewalt im sozialen Nahraum. Bundeszentrale für Politische Bildung 2025.